# سایلنت هیل
سایلنت هیل (ژاپنی: サイレントヒル هپبورن: Sairento Hiru) که در ایران تحت عنوان تپه خاموش نیز شناخته می‌شود، یک فرنچایز چندرسانه‌ای در ژانر ترس و بقا است که توسط کیچیرو تویاما خلق شده و به‌وسیلهٔ شرکت کونامی منتشر شده است. نخستین بازی از این مجموعه در سال ۱۹۹۹ منتشر شده است. طراحی و ساخت این بازی را گروهی با نام تیم سایلنت که در داخل شرکت کونامی ایجاد شده‌بود برعهده گرفت و چهار بازی اول این سری شامل سایلنت هیل، ۲، ۳ و ۴: اتاق را تولید کرد. شش بازی دیگر در ادامه عبارتند از: ریشه‌ها، بازگشت به خانه، یادگارهای خردشده، رگبار، کتاب خاطرات، پی.تی.، و نسخه‌ای لغو شده تحت نام سایلنت هیلز است که به‌وسیلهٔ توسعه‌دهندگان دیگر ساخته شده‌اند. فرنچایز سایلنت هیل همچنین شامل چندین چاپ مختلف، دو فیلم سینمایی بلند و بازی‌های ویدئویی مشتق است.
این مجموعه به شدت تحت تأثیر گونه ادبی وحشت روان‌شناختی می‌باشد، و از ویژگی‌های بارز آن، سناریوی منسجم، داستانی مبتنی بر نشانه‌های روانشناختی، و وحشت‌آفرینی عمیق است. شهر سایلنت هیل نام شهری است متروک که تاریخچه آن را می‌توان در لابه‌لای کتاب‌ها و خاطراتی که در نقطه‌های خاصی از این شهر پراکنده هستند مطالعه کرد.
عنوان سایلنت هیل یک فرنچایز آنتولوژی ترسناک است که به عنوان یک بازی ویدیویی ترسناک بقا شروع شد. سایلنت هیل در کنار رزیدنت ایول به یکی از تاثیرگذارترین بازی‌های ترسناک بقا در تمام دوران تبدیل شد. برای سال‌های متمادی، سایلنت هیل نیز ترسناک‌ترین بازی ویدیویی ساخته شده تا کنون در نظر گرفته می‌شد. موفقیت اولیه سایلنت هیل باعث ایجاد یک سری کامل از بازی‌های ویدئویی، اسپین آف‌ها، فیلم‌ها و حتی کتاب‌ها شد. این فرنچایز همچنین دارای یک موسیقی متن نمادین است که واقعاً لحن سریال را تعیین می‌کند. یک سؤال که همیشه در مورد این فرنچایز مطرح می‌شود، این است که ٰسایلنت هیل در واقع چیست. این فقط نام فرنچایز نیست، مکان و ایدئولوژی است که کل جهان را به هم متصل می‌کند. اکثر مردم، حتی افرادی که هرگز این بازی‌ها را بازی نکرده‌اند یا فیلم‌ها را ندیده‌اند، می‌توانند سایلنت هیل را با مه وهم‌آور و علامت نمادین «به سایلنت هیل خوش آمدید» تشخیص دهند. آن‌ها ممکن است ندانند چه چیزی باعث می‌شود سایلنت هیل به مکانی مهم و وحشتناک در آن گیر افتاده باشد.

## عناوین منتشر شده
| ۱۹۹۹ | سایلنت هیل                   |
| ۲۰۰۰ |                              |
| ۲۰۰۱ | سایلنت هیل ۲                 |
| ۲۰۰۲ |                              |
| ۲۰۰۳ | سایلنت هیل ۳                 |
| ۲۰۰۴ | سایلنت هیل ۴: اتاق           |
| ۲۰۰۵ |                              |
| ۲۰۰۶ | سایلنت هیل (بازی موبایل)     |
| ۲۰۰۷ | سایلنت هیل: آرکید            |
| ۲۰۰۷ | سایلنت هیل: ریشه‌ها           |
| ۲۰۰۷ | سایلنت هیل: یتیم             |
| ۲۰۰۷ | سایلنت هیل: گریز             |
| ۲۰۰۸ | سایلنت هیل: یتیم ۲           |
| ۲۰۰۸ | سایلنت هیل: بازگشت به خانه   |
| ۲۰۰۹ | سایلنت هیل: یادگارهای خردشده |
| ۲۰۱۰ | سایلنت هیل: یتیم ۳           |
| ۲۰۱۱ |                              |
| ۲۰۱۲ | سایلنت هیل: رگبار            |
| ۲۰۱۲ | سایلنت هیل مجموعه اچ‌دی       |
| ۲۰۱۲ | سایلنت هیل: کتاب خاطرات      |
| ۲۰۱۳ |                              |
| ۲۰۱۴ | سایلنت هیلز (لغو شده)        |
| ۲۰۱۴ | پی.تی.                       |
| ۲۰۱۵ |                              |
| ۲۰۱۶ |                              |
| ۲۰۱۷ |                              |
| ۲۰۱۸ |                              |
| ۲۰۱۹ |                              |
| ۲۰۲۰ |                              |
| ۲۰۲۱ |                              |
| ۲۰۲۲ |                              |
| ۲۰۲۳ |                              |
| ۲۰۲۴ | سایلنت هیل: پیام کوتاه       |
| ۲۰۲۴ | سایلنت هیل ۲ (بازسازی)       |
| TBA  | Silent Hill: Townfall        |
| TBA  | سایلنت هیل اف                |

## اقتباس سینمایی
فیلم سایلنت هیل با الهام از نخستین قسمت بازی و به نویسندگی و کارگردانی کریستف گان و بازی رادا میشل در نقش رز دا سیلوا و شان بین در نقش کریستوفر دا سیلوا، دستمایه اقتباس سینمایی قرار گرفت و در آوریل ۲۰۰۶ اکران شد. دومین اقتباس سینمایی تحت عنوان سایلنت هیل: مکاشفات بر اساس نسخهٔ سایلنت هیل ۳ به نویسندگی و کارگردانی میشل جی. باست و بازی آدلاید کلمنس در نقش هدر میسون، در اکتبر ۲۰۱۲ به نمایش درآمد.